# 港北みなも
港北みなも（こうほくみなも）は、神奈川県横浜市都筑区の港北ニュータウン地区にある商業施設。横浜市営地下鉄のセンター北駅とセンター南駅のほぼ中間にあり、どちらの駅からも徒歩約5分。

## コンセプト
「時間消費型ショッピングセンター」を標榜しており、日帰り入浴施設やスポーツスクールを入居させて近隣の商業施設との差別化を図っている。施設名は「元気の源（みなもと）」や横浜港の「水面」などをあわせたイメージを元にしている。

## 主なテナント
- ダイエー[2]
- 蔦屋書店
- ハックドラッグ[3]
- マクドナルド[4]
- スターバックス[5]
- Tel Tel Land
- くら寿司[6]

- ブロンコビリー
- TSUTAYA
- キャンドゥ[7]
- GOLF5・スポーツデポ
- 東急スポーツオアシス
- GODAIテニスカレッジ・GODAIゴルフアカデミー
- 港北天然温泉ゆったりCOco
  - 泉質 - ナトリウム-塩化物泉
  - 泉温 - 42.5℃
  - 一部浴槽で源泉掛け流しを実施。